# Sollefteå landsfiskalsdistrikt
Sollefteå landsfiskalsdistrikt var 1918–1964 ett landsfiskalsdistrikt i Västernorrlands län, bildat när Sveriges indelning i landsfiskalsdistrikt trädde i kraft den 1 januari 1918, enligt beslut den 7 september 1917. Den 1 januari 1949 (enligt beslut den 24 september 1948) fick landsfiskalsdistriktet två anställda landsfiskaler: den ena som polischef och allmän åklagare, och den andra som utmätningsman. Polischefen-åklagaren skulle vara förman för den andre landsfiskalen. Den 1 januari 1965 avskaffades i Sverige samtliga landsfiskaler och landsfiskalsdistrikt, och deras arbetsuppgifter delades upp på de nyskapade indelningarna polisdistrikt, åklagardistrikt och kronofogdedistrikt.
Landsfiskalsdistriktet låg under länsstyrelsen i Västernorrlands län.

## Ingående områden
Den 1 januari 1945 inkorporerades Sollefteå landskommun i Sollefteå stad. När Sveriges nya indelning i landsfiskalsdistrikt trädde i kraft den 1 januari 1952 (enligt kungörelsen 1 juni 1951) införlivades Resele landskommun från Ådalslidens landsfiskalsdistrikt, samtidigt som Graninge landskommun uppgick i Långsele landskommun, Eds landskommun uppgick i Resele landskommun och Multrå landskommun uppgick i Sollefteå stad genom kommunreformen 1 januari 1952.

### Från 1918
- Eds landskommun
- Graninge landskommun
- Långsele landskommun
- Multrå landskommun
- Sollefteå landskommun
- Sollefteå stad

### Från 1945
- Eds landskommun
- Graninge landskommun
- Långsele landskommun
- Multrå landskommun
- Sollefteå stad

### Från 1952
- Resele landskommun
- Långsele landskommun
- Sollefteå stad